# 岩井半四郎 (10代目)
十代目 岩井 半四郎（いわい はんしろう、1927年〈昭和2年〉8月8日 - 2011年〈平成23年〉12月25日）は、俳優、歌舞伎役者、日本舞踊家。屋号は大和屋。定紋は丸に三ツ扇、替紋は杜若丁字。俳名に杜若・紫若・扇蝶。本名は仁科 周芳（にしな ただよし）。所属事務所はミナァバ。明治大学文芸科卒業。

## 略歴・人物
舞踊家花柳壽太郎の長男として東京に生まれる。1935年有楽座の『侠艶録』で仁科周芳で初舞台。1939年2月、二代目市川猿之助の門人となり二代目市川笑猿を襲名。同年5月有楽座『隅田川続俤』「法界坊」で里の子喜三松。1951年10月歌舞伎座『源氏物語』の若き光の君と『寿曽我対面』の化粧坂少将で十代目岩井半四郎を襲名。同時期に日本舞踊岩井流一門会を組織化した。1956年に東宝入社。1961年松竹復帰、以後は脇役として活躍した。敵役、道化役、若衆役など幅広い芸域を持つ。1980年と1982年5の2度にわたり国立劇場優秀賞を受賞している。
私生活では元・松竹少女歌劇団の女優・月城彰子と結婚、一男三女の四児を儲ける。2010年3月に月城が肺癌で死去するまで連れ添った。
芸能界に進出した親族が多く、長女・岩井友見（夫は俳優船戸順）、次女・仁科亜季子（元夫は俳優松方弘樹）、三女・仁科幸子（夫はテレビ朝日映像勤務の前田剛）、そしてともに亜季子の子である孫の仁科克基・仁科仁美がいる。
舞台のほか、テレビドラマや映画にも出演、レコード歌手としての肩書きもある。
2011年12月25日、多臓器不全のため死去。84歳没。戒名は圓覚院慈雲良周居士。意味は「悟りを開いた優しい方」。最後の舞台は、1997年1月国立劇場『壇浦兜軍記』の花扇屋戸平次であった。
弟子に若次郎、義太郎がいる。

## 出演作品

### 映画
- 『虎の尾を踏む男達』（1945年、東宝）- 源義経
- 『名月赤城山』（1953年、新東宝）- 板割浅太郎
- 『柳生武芸帳』（1957年、東映）
- 『女殺し油地獄』（1957年、東宝）
- 『旗本退屈男　謎の蛇姫屋敷』（1957年、東映）
- 『柳生武芸帳　双龍秘剣』（1958年、東映）- 徳川家光
- 『天竜しぶき笠』（1958年、大映）
- 『伊那の勘太郎』（1958年、東映）
- 『口笛を吹く渡り鳥』 （1958年、大映京都）
- 『まぼろし峠』（1960年、東映）- 脇村主水正
- 『大坂城物語』（1961年、東宝） - 豊臣秀頼
- 『親鸞 白い道』（1987年、松竹）

### テレビドラマ
- 東芝日曜劇場『越後獅子祭』（1957年、TBS）
- 『雁』（1959年、NET）
- 『共犯者』（1960年、CX）
- 松本清張シリーズ『黒い断層』 『声』（1961年、TBS）
- 『風雪』（NHK）
  - 第5回「大久保利通と車夫」（1964年） - 和吉
- 『源義経』（1966年、NHK大河ドラマ） - 佐藤継信
- 『勝海舟』（1974年、NHK大河ドラマ） - 小林隼太
- くいしん坊万才(1974年　フジテレビ)
- 『風神の門』（1980年、NHK）
- 『山を走る女』 （1981年11月19日、日本テレビ） - 保三
- ザ・サスペンス『娘たちの復讐』（1982年、TBS）
- 『大奥』 （関西テレビ）
  - 第10話「虹を掴んだ少女」（1983年） - 六条有純
- 『忠臣蔵』（1985年、日本テレビ）- 萱野七郎左衛門
- 土曜ワイド劇場『京都鞍馬殺人事件』（1986年、テレビ朝日）
- 『水戸黄門』第16部（1986年、TBS）- 徳川光貞
- 『再婚します。』（1988年、東海テレビ）
- 『隠密・奥の細道』（1988年 - 1989年、テレビ東京） - 百地三太夫
- 『名奉行 遠山の金さん』（ANB / 東映）
  - 第2シリーズスペシャル 「江戸城大騒乱! 将軍とおんな天一坊」（1989年） - 徳川家斉
  - 第6シリーズ 第19話「水晶占いの母と娘」（1994年） - 土井駿河守
- 『鬼平犯科帳』（CX）
  - 第1シリーズ 第18話「浅草御厩河岸」（1989年） - 海老坂の与兵衛
- 火曜サスペンス劇場 松本清張スペシャル『家紋』（1990年、NTV）

## レコード
歌唱
- 『投げ節半四郎／ストトン道中』作詞：たなかゆきを、作曲：古屋丈晴（1960年4月　キングレコード EB-304）
- 『青空街道／おいとこギター』作詞：たなかゆきお／鈴木重俊、作曲：古屋丈晴（1960年10月　キングレコード EB-394）

作詞
- 春日八郎『俺ら源三郎だ』作詞：岩井半四郎、作曲：古屋丈晴（キングレコード）